# Елена Лагадинова
Елена Атанасова Лагадинова с псевдоним Амазонка е български политик, учен, участничка в комунистическото съпротивително движение по време на Втората световна война, деятелка на Българската комунистическа партия.

## Биография
Родена е на 9 май 1930 година в град Разлог. През Втората световна война участва в комунистическото съпротивително движение и в 1941 година е ятак на Разложката партизанска чета. В 1942 година влиза в Работническия младежки съюз, а от юни 1944 година е партизанка в отряд „Никола Парапунов“, като така е най-младата жена партизанка в България. Партизани са и баща ѝ Атанас Лагадинов и братята ѝ Костадин Лагадинов, Асен Лагадинов и Борис Лагадинов.
След Втората световна война, в 1953 година Елена Лагадинова завършва земеделие в Стопанската академия „Климент Тимирязев“ в Москва, СССР. Специализира в Швейцария. Започва научна работа в областта на агрономията в системата на Българската академия на науките и става доктор на биологическите науки и генетиката. Усъвършенства и създава нови сортове пшеница. За работата си в областта на растителната генетика в 1959 година е наградена с орден „Кирил и Методий“. От 1953 до 1967 г. е последователно младши научен сътрудник, старши научен сътрудник в Института по генетика и селекция на полските култури при БАН и в Академията на селскостопанските науки.
Член е на БКП от 1955 година. От 1966 до 1971 г. е кандидат-член на ЦК на БКП, а от 1971 до 1990 г. е член и на Централния комитет на партията. Член е на Бюрото на Националния съвет на Отечествения фронт. По-късно е заместник-председател на Националния съвет и член на пленума на ЦС на БПС. От 1967 до 1968 г. е секретар на съвета. От 1968 година е председател на Комитета на българските жени. Член е на Съвета на настоятелите на Института на ООН за обучение на жените (1985 – 1988). 
Член е на Държавния съвет на НРБ от 1971 до 1989 година. Народен представител в пет състава на Народното събрание. Награждавана е с орден „Георги Димитров“ и орден „13 века България“. Умира в София на 5 ноември 2017 г.